# Spirit – duch miasta
Spirit – duch miasta – amerykański thriller z 2008 roku w reżyserii Franka Millera.

## Obsada
- Scarlett Johansson jako Silken Floss
- Samuel L. Jackson jako Octopus
- Eva Mendes jako Sand Saref
- Gabriel Macht jako Spirit
- Richard Portnow jako Donnenfeld
- Seychelle Gabriel jako młoda Sand
- Dan Gerrity jako detektyw Sussman
- Paz Vega jako Plaster of Paris
- Jaime King jako Lorelei Rox
- Stana Katic jako Morgenstern
- Sarah Paulson jako Ellen Dolan
- Johnny Simmons jako młody Denny Colt
- Dan Lauria jako komisarz Dolan
- Louis Lombardi jako Phobos
- Benjamin Petry jako młody syn
- Meeghan Holaway jako Holly
- Eric Balfour jako Mahmoud